# Rikka

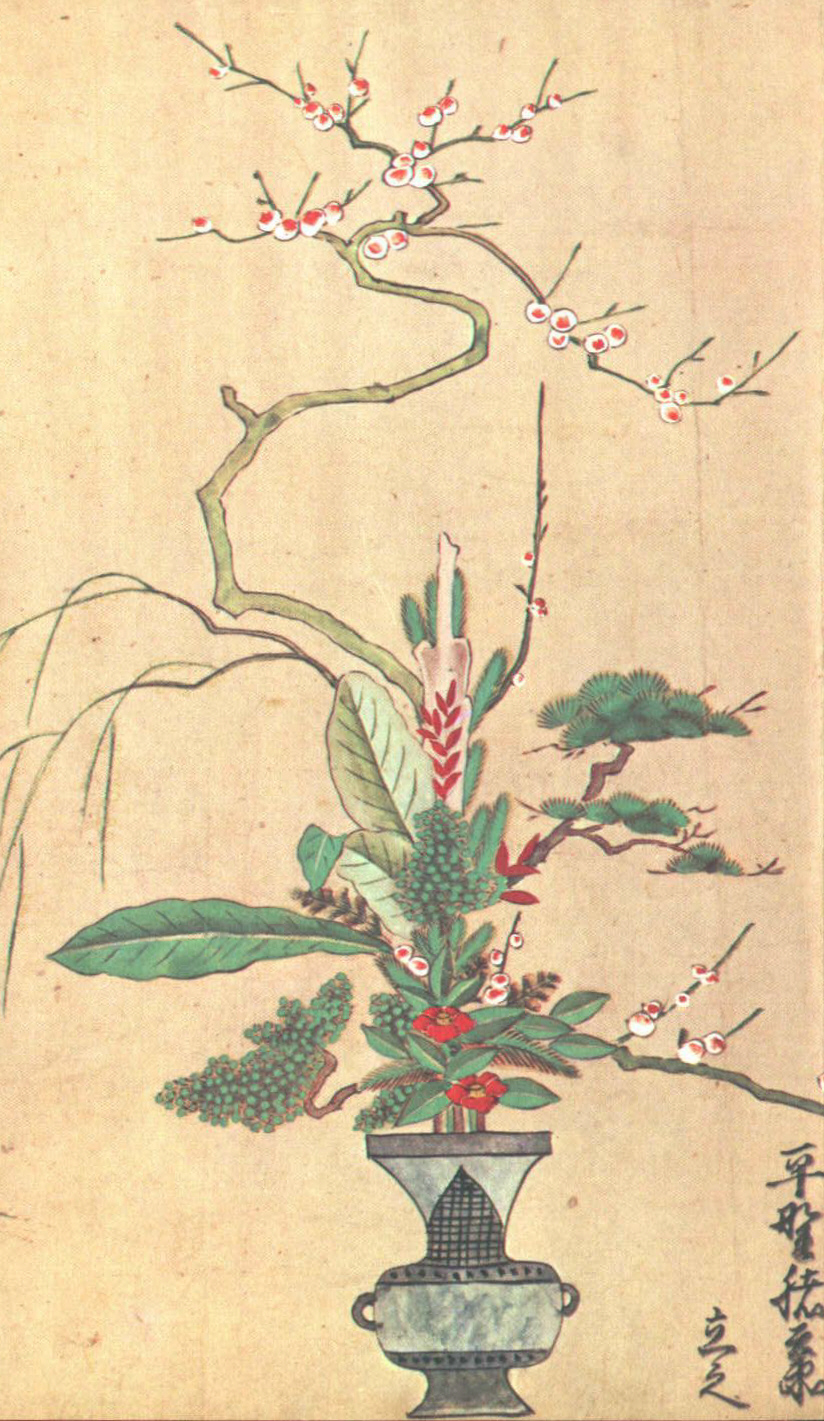
Styl rikka.

Rikka (japonsky: 立花 doslova „stojící květiny“) je termín označující jeden ze směrů aranžování ve stylu ikebana. Rikka se jako japonské umění aranžování květin snaží vytvořit harmonii lineární konstrukce, rytmu a barvy, zdůrazňuje linie díla. Ikebana věnuje pozornost váze, stonkům, listům a větvím stejnou měrou jako květům. Celá struktura japonského aranžování květin je založena na liniích alegorizujících nebe, zemi a lidstvo. Ikebana tyto linie používá jako tři rozměry.

## Původ a popis
Styl rikka se vyvinul z tatebana (立て花) a aranžování květin pro buddhistické obřady, které byly prováděny v 15. století. Až kolem roku 1700 se vydělilo sedm hlavních linií a zhruba od roku 1800 se skládá z devíti hlavních směrů, z nichž každý podporuje jiné vedlejší linie. Byla vytvořena důležitá pravidla, které se týkají charakteru linií, jejich délky a kombinace materiálů, použití kenzanu nebo Komiwara (svazky slámy), atd. Úprava v uvedeném stylu může být zvládnuta pouze prostřednictvím pravidelné a dlouholeté praxe. Úpravy ve stylu rikka jsou určeny pro slavnostní akce a výstavy. Jsou obvykle dosti velké (až 1,5m) a jejich výstavba vyžaduje nejvyšší technické a umělecké dovednosti. Rikka je praktikována některými menšími školami ikebany, zejména školou Ikenobó. Nejnovější podoba stylu je rikka šimpútai (představena v roce 1999).
Při stylu rikka směřuje hlavní osa (často větev) převážně kolmo, často je osa tvořena větvemi borovic a je nejvýraznějším prvkem aranžmá. Obě další linie jsou ve spodní části aranžmá. Střed úpravy je vyplněn jako kytice květin. Styl rikka se v Evropě nepoužívá.
Jedním z mistrů rikka stylu byl Senkei Ikenobó (池坊 専慶). Podstatu směru rikka objasnil Sen'ó Ikenobó (池坊 専応, 1482 - 1543) v rukopisu "Ikenobó Sen'ó kuden" (池坊専応口伝)

## Rikka šimpútai
Směr Rikka šimpútai (japonsky: 立花新風体) spočívá aranžování linií, které vytváří 9-11 větví nebo stonků a podstata spočívá především v rovnováze, harmonii, perspektivy a pohybu, ačkoliv navazuje na styl rikka. Není důležité dodržet pravidlo pouze tří rostlinných materiálů. Je používán exotický rostlinný materiál stejně jako klasické rostliny (slivoň, borovice).

## Rikka šófútai
Dalším oživením směru je rikka šófútai (立花正風体). Více navazuje na základy tradiční estetiky směru rikka. Je používáno sedm nebo devět linií při vytváření vzoru. Úprava má být rozmanitá a vyjadřuje pestrost přírody, což je pro tento směr velmi charakteristické.